# Estación Capitán Eyroa
La Estación Capitán Eyroa es una estación ferroviaria del ramal ferroviario que une la mina de carbón de Río Turbio con el puerto de Punta Loyola, cerca de Río Gallegos, en el departamento Güer Aike de la Provincia de Santa Cruz (Argentina). Se trata de una estación de vía libre y actualmente funciona un campamento para el mantenimiento de la vía.
La estación se inauguró en el año 1951. En sus inicios esta estación recibió el nombre de Las Buitreras por la estancia del mismo nombre que se encuentra en las cercanías.  El nombre actual le fue otorgado en honor al capitán de fragata Cándido Eyroa, quien recorrió las costas patagónicas junto con el comandante Luis Piedrabuena  y sirvió en el Atlántico Sur. Posteriormente se casó con una sobrina de Luis Piedrabuena.
La estación forma parte del Ramal Ferro-Industrial de Río Turbio, que une la mina de Río Turbio, en la Cordillera de los Andes y cercana al límite con Chile, con el puerto de Punta Loyola, en cercanías de Río Gallegos. Se trata de un ramal de trocha angosta (750 mm) perteneciente a YCF (Yacimientos Carboníferos Fiscales, actual YCRT) y funciona actualmente sólo para el transporte de carbón.